# Shavy Babicka
Shavy Babicka (Libreville, 1 de junio de 2000) es un futbolista gabonés que juega en la demarcación de extremo para el Estrella Roja de Belgrado de la Superliga de Serbia.

## Selección nacional
Hizo su debut con la selección de fútbol de Gabón en un partido de clasificación para el Campeonato Africano de Naciones de 2022 contra República Democrática del Congo que finalizó con un resultado de 0-1 tras un gol de Rayan Raveloson.

## Clubes
| Club                      | País    | Año       | Partidos | Goles |
| ------------------------- | ------- | --------- | -------- | ----- |
| AS Mangasport             | Gabón   | 2018      |          |       |
| SC Kiyovu Sport           | Ruanda  | 2018-2019 |          |       |
| CF Mounana                | Gabón   | 2019-2021 |          |       |
| Aris Limassol F. C.       | Chipre  | 2021-2024 | 91       | 16    |
| Toulouse F. C.            | Francia | 2024-2025 | 48       | 5     |
| Estrella Roja de Belgrado | Serbia  | 2025-     |          |       |

## Palmarés

### Títulos nacionales
| Título                     | Club             | País   | Año  |
| -------------------------- | ---------------- | ------ | ---- |
| Primera División de Chipre | Aris de Limassol | Chipre | 2023 |
| Supercopa de Chipre        | Aris de Limassol | Chipre | 2023 |